# Contea di Lewis (Washington)
La contea di Lewis (in inglese Lewis County) è una contea dello Stato di Washington, negli Stati Uniti. La popolazione al censimento del 2000 era di 68 600 abitanti. Il capoluogo di contea è Chehalis.

## Geografia
La contea si trova nel sud-ovest dello Stato. Il territorio è diversificato, con parti montuose, collinari, pianure e diversi fiumi e laghi. La contea ospita parte del Parco nazionale del Monte Rainier. I fiumi principali sono Chehalis e Cowlitz.

### Contee confinanti
- Contea di Thurston - nord
- Contea di Pierce - nord-est
- Contea di Yakima - est
- Contea di Skamania - sud-est
- Contea di Cowlitz - sud
- Contea di Wahkiakum - sud-ovest
- Contea di Pacific - ovest
- Contea di Grays Harbor - nord-ovest

## Storia
L'area era abitata dai nativi Chehalis and Meshall. La contea fu creata nel 1845 e fu la prima contea creata del Territorio dell'Oregon. Nel 1854, dopo la creazione dello Stato di Washington, la contea prese i confini che ha tuttora. Fu chiamata così in onore dell'esploratore Meriwether Lewis.

## Comuni

### Cities
- Centralia
- Chehalis (capoluogo)
- Morton
- Mossyrock
- Napavine
- Toledo
- Vader
- Winlock

### Town
- Pe Ell

### Census-designated places
- Fords Prairie
- Mineral
- Onalaska
- Packwood